# Église Saint-Fuscien de Saint-Fuscien
Pour les articles homonymes, voir Église Saint-Fuscien.
L'église Saint-Fuscien de Saint-Fuscien est une église catholique située à Saint-Fuscien, dans le département de la Somme, en France, dans la communauté d'agglomération Amiens Métropole.

## Historique
La commune de Saint-Fuscien ne possédait pas de véritable église jusqu'aux années 1870. Le culte était depuis 1820 célébré dans une grange. En 1865, on décida de bâtir une église neuve. Les plans furent dressés par l'architecte Pierre Viénot qui reprit ceux de Florent Corroyer. Il supervisa la construction du chœur et de la moitié de la nef. Des difficultés financières conduisent à l'ajournement des travaux dans les années 1880. En 1886, l'architecte départemental Émile Ricquier dessina les plans de l'achèvement de l'église (clocher, voûte de la nef, bas-côtés) ; la construction fut terminée en 1890.
Au début de la Seconde Guerre mondiale, le 28 mai 1940, au cours de la bataille d'Amiens, l'église Saint-Fuscien fut endommagée par les tirs de l'artillerie allemande. Elle fut rendue au culte en 1950.
En février 2005, un incendie d'origine criminelle ravagea l'église de fond en comble. Elle fut restaurée et rouverte le 11 décembre 2008.

## Caractéristiques
L'édifice construit en brique est de style néo-roman. Il se compose d'une nef avec deux bas-côtés et d'un chœur de la largeur de la nef centrale. Un clocher-porche formant narthex donne accès à l'intérieur.
Le maître-autel d'origine et le tabernacle, réalisé à la fin du XVIIIe siècle par Jean Veyren, proviennent de l'église de l'ancienne abbaye de Saint-Fuscien. Selon la tradition, le maître-autel était  sur le lieu même du martyre des saints Victoric et Fuscien. Quant au tabernacle, il était placé dans la chapelle de la Vierge. Il est en tôle martelé, le dessus en forme de dôme est coiffé d'une sphère surmontée d'une croix. La porte est décorée d'un ciboire ciselé et doré. Les côtés sont décorés de volutes chantournées. Il a été restauré après l'incendie de 2005.
Après l'incendie de 2005, la restauration de l'édifice fut confiée à l'architecte, Ezio Basili. La nef fut élargie, le chœur consolidé, la voûte et la toiture furent refaites et un nouveau pavage posé. Le chemin de croix, la statue de saint Fuscien céphalophore, le chemin de croix et le dôme du tabernacle sont l'œuvre du sculpteur Jean Alluard. Alain Mongrenier conçut le dessin des verrières et le maître-verrier, Claude Barre, réalisa les vitraux. Le maître-autel du XVIIIe siècle fut restauré par Madame Carre.

## Galerie

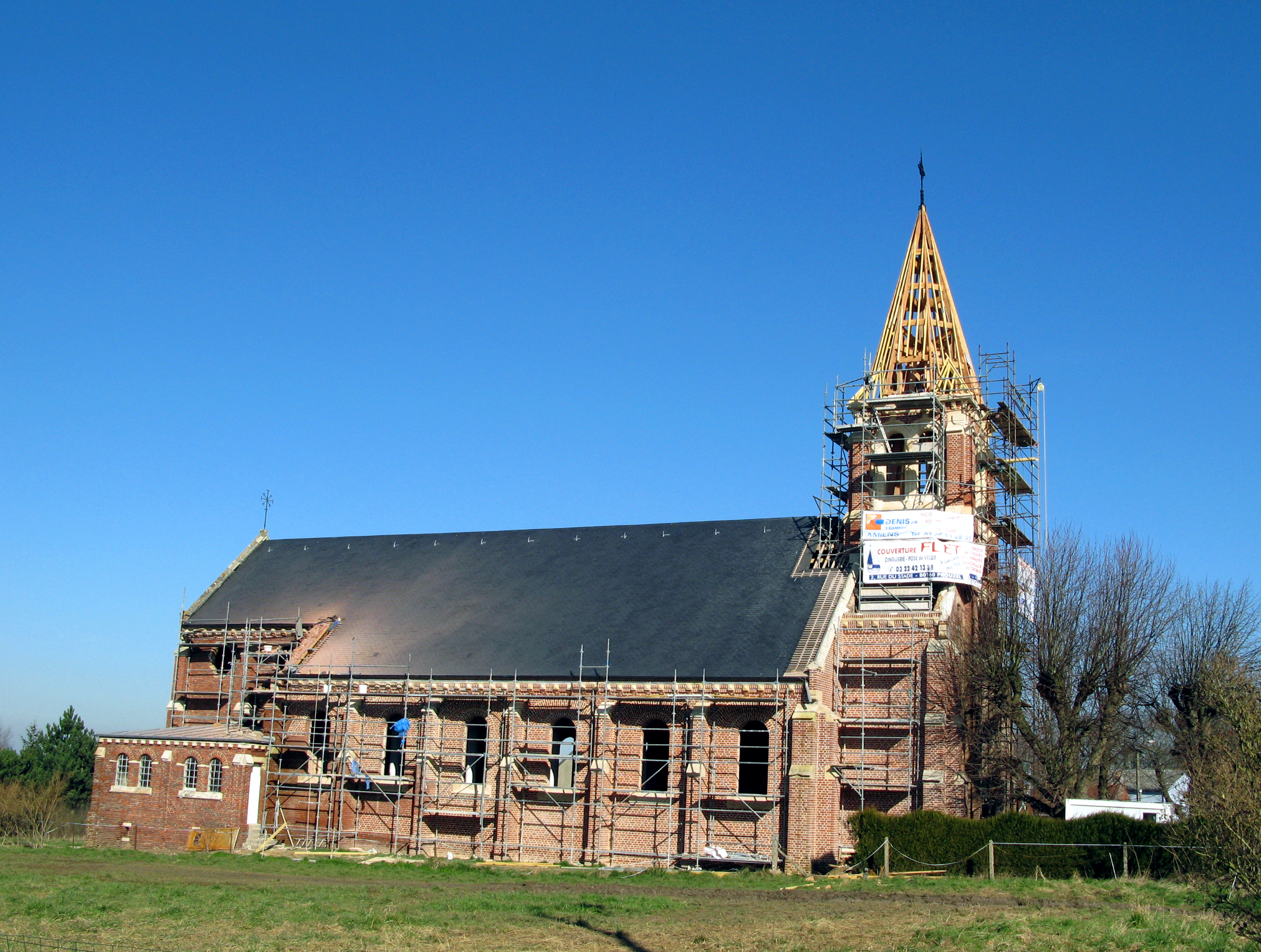
Restauration de l'église.
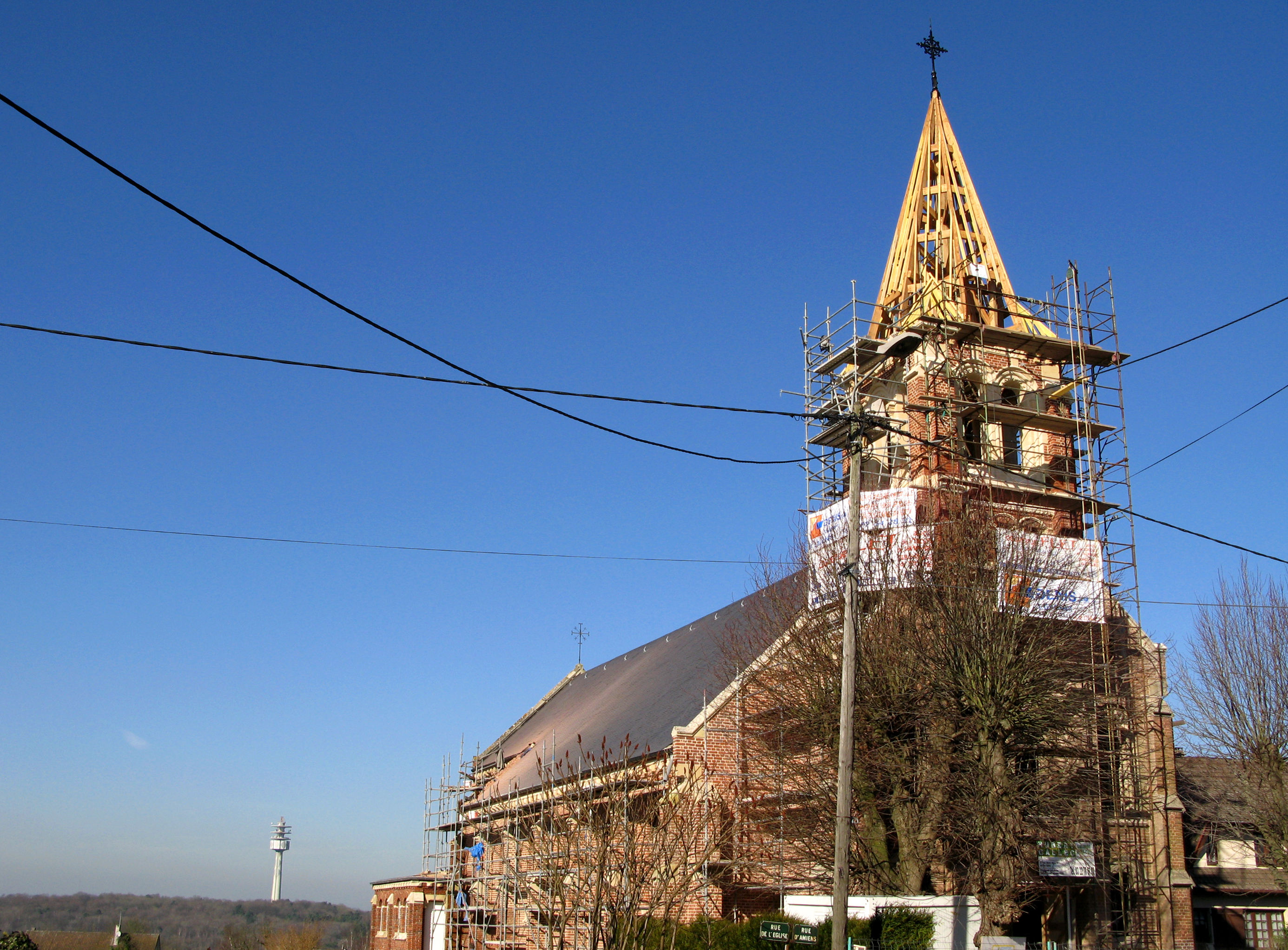
En février 2008.
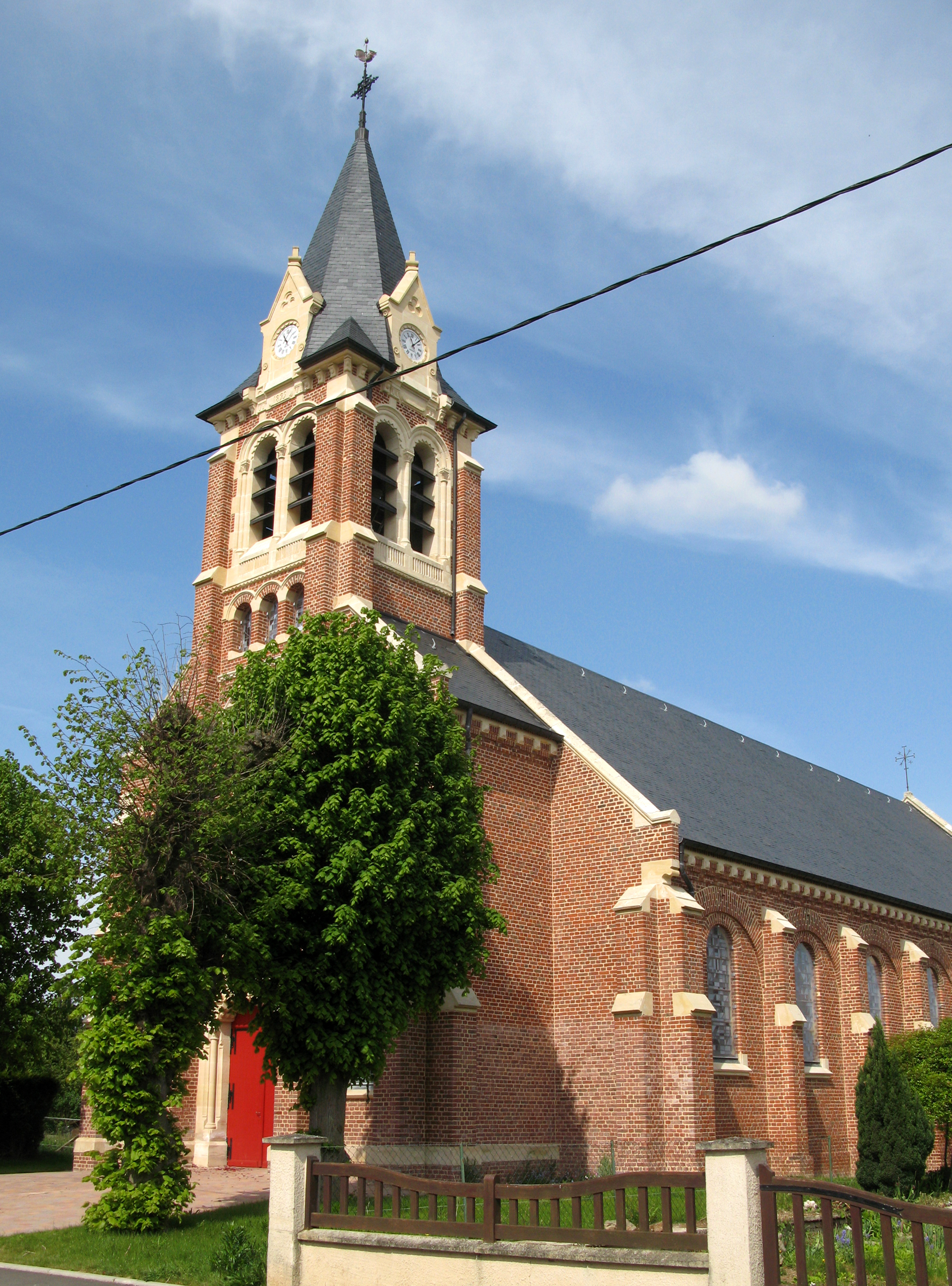
En mai 2010.
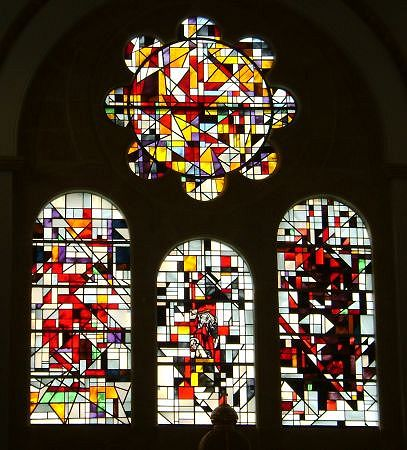
Vitraux réalisés par Alain Mongrenier en 2008.